# Hoya obcordata
Hoya obcordata är en oleanderväxtart som beskrevs av Joseph Dalton Hooker. Hoya obcordata ingår i släktet Hoya och familjen oleanderväxter. Inga underarter finns listade i Catalogue of Life.